# Sítovka
Sítovka je přírodní památka poblíž obce Hradec Králové v okrese Hradec Králové. Důvodem ochrany je zachování původního lesního smíšeného porostu.